# ヘルモード (小惑星)
ヘルモード (2630 Hermod) は小惑星帯の小惑星。フランス南東部のオート＝プロヴァンス天文台で発見された。
北欧神話の神、ヘルモードから命名された。